# Луї Матьє Моле
Граф Луї Матьє Моле (фр. Louis-Mathieu Molé; 24 січня 1781, Париж — 23 листопада 1855, Валь-д'Уаз) — французький політик, і державний діяч, який двічі, з 6 вересня 1836 року по 31 березня 1839 року і з 23 лютого 1848 року по 24 лютого 1848 будучи прем'єр-міністром, очолював кабінет міністрів Франції. Член Французької академії.

## Біографія
Мати Луї Матьє — католицька блаженна Марі-Луїз де Ламуаньона. Батько Моле був судовим чиновником, страчений в 1794 році на гільйотині.
Сам Моле під час революції жив в Швейцарії і в Англії.
Твір Луї Моле «Essai de morale et de politique», доводить політичну необхідність наполеонівського режиму, звернув на себе увагу французького імператора. Моле був призначений префектом, генеральним директором шляхів сполучення, зведений в гідність графа Імперії і в 1813 році отримав посаду міністра юстиції.
Після зречення Наполеона від престолу, Молі склав із себе свої повноваження, але згодом приєднався до конституційних роялістам.
У 1815 році Моле зведений в пери Франції.
У 1815—1818 роках був морським міністром в кабінеті Армана Еммануеля дю Плессі Рішельє.
У палаті перів він надавав рішучий опір ультрареакційні заходам уряду. Після Липневої революції Моле отримав в першому міністерстві Луї-Філіпа посаду міністра закордонних справ і домігся на цій посаді визнання Липневої монархії з боку іноземних урядів, дотримуючись політики невтручання.
У жовтні 1836 роки після виходу у відставку першого міністерства Луї Адольфа Тьера Луї Моле було доручено створення нового, консервативного кабінету міністрів, в якому він зайняв пост міністра-президента та міністра закордонних справ.
Спочатку одним з його товаришів був Франсуа П'єр Гійом Гізо, але в 1837 році останній разом з своїми друзями вийшов з кабінету і через деякий час приєднався до великої коаліції, що утворилася проти Моле з усіх відтінків опозиції. Йому ставили в провину особливо поступливість його по відношенню до короля і слабкість по відношенню до іноземним державам. У березні 1839 році кабінет міністрів Моле упав під ударами коаліції.
Коли в лютому 1848 року король змушений був зважитися на звільнення Гізо, він хотів знову закликати Молі, але швидкий хід подій змусив його звернутися до Тьєру і Оділона Барро.
Під час Другої республіки Моле вважався одним з вождів консервативної партії, але мало брав участь у дебатах, а після перевороту 2 грудня 1851 року остаточно самоусунувся від політики.
Єдиною дитиною Луї Матьє і його дружини Каролін Лалів де ла Бріш була дочка Елізабет, і через відсутність спадкоємця чоловічої статі зі смертю Моле згасло і його графське прізвище.
Крім вищезгаданого праці, Молі надрукував безліч політичних і академічних промов і статей.